# Atletiek op de Paralympische Zomerspelen 1968
De IIIe Paralympische Spelen werden in 1968 gehouden in Tel Aviv, Israël. De bedoeling was dat de spelen, net zoals de Olympische Spelen dat jaar in Mexico-Stad (Mexico) gehouden zouden worden. Maar de Mexicaanse regering zag ervan af vanwege de moeilijkheden die het met zich meebracht.
Atletiek was een van de 10 sporten die op het programma stonden. Atletiek stond dit jaar ook voor de derde keer op het programma.

## Disciplines
Er stonden bij de atletiek 9 disciplines op het programma.
- Kegelwerpen
- Discuswerpen
- Speerwerpen

- Vijfkamp
- Kogelstoten
- Slalom

- Wheelen
- Estafette
- Precisie speerwerpen

## Mannen

### Estafette
| \| Rank \| Land \| Tijd \| \| ---- \| ---------------- \| ---- \| \| 1 \| Verenigde Staten \| 39.5 \| \| 2 \| Australië \| 40.6 \| \| 3 \| Argentinië \| 41.1 \| |                  |      |
| Rank | Land             | Tijd |
| 1 | Verenigde Staten | 39.5 |
| 2 | Australië        | 40.6 |
| 3 | Argentinië       | 41.1 |

### Wheelen

#### 100 m
| Klasse | tijd | land | Goud           | land | Zilver           | land | Brons        |
| ------ | ---- | ---- | -------------- | ---- | ---------------- | ---- | ------------ |
| A      | 24.0 | AUS  | Bruno Moretti  | AUS  | Gary Hooper      | GBR  | D. Pickering |
| B      | 21.6 | AUS  | Kevin Munro    | USA  | David Williamson | USA  | Browning     |
| C      | 21.4 | USA  | Gary Odorowski | USA  | Branum           | USA  | Ed Owen      |

#### 60 m
| Klasse | tijd | land | Goud          | land | Zilver    | land | Brons   |
| ------ | ---- | ---- | ------------- | ---- | --------- | ---- | ------- |
| A      | 14.7 | FRG  | Walter Hertle | CAN  | Patterson | JPN  | Sakonju |
| B      | 14.1 | CAN  | Wilson        | FRG  | Hans Jung | CAN  | Bourne  |
| C      | 13.6 | USA  | Roman         | CAN  | W. Dann   | USA  | Feltes  |

### Kegelwerpen
| Klasse        | Afstand | land | Goud              | land | Zilver             | land | Brons            |
| ------------- | ------- | ---- | ----------------- | ---- | ------------------ | ---- | ---------------- |
| A             | 35.97   | AUS  | Vic Renalson      | RSA  | Daniel Erasmus     | ITA  | Antonio Arizzi   |
| B             | 42.01   | CAN  | Eugene Reimer     | RSA  | Nel                | USA  | David Williamson |
| C             | 38.27   | FRG  | Johann Schuhbauer | ITA  | Germano Pecchenino | ITA  | Emilio Porto     |
| D             | 40.91   | ITA  | Roberto Marson    | FRG  | Horst Gotthelf     | GBR  | R. Rowe          |
| special class | 46.00   | USA  | Ed Owen           | ARG  | J. Diz             | USA  | Cameron          |

### Discuswerpen
| Klasse        | Afstand | land | Goud             | land | Zilver         | land | Brons          |
| ------------- | ------- | ---- | ---------------- | ---- | -------------- | ---- | -------------- |
| A             | 22.34   | AUS  | Vic Renalson     | RSA  | Daniel Erasmus | ITA  | Antonio Arizzi |
| B             | 28.25   | CAN  | Eugene Reimer    | RSA  | Germishuizen   | RSA  | J. Meyer       |
| C             | 25.25   | ISR  | Izechak Galitzki | USA  | H. Smith       | USA  | Arballo        |
| D             | 27.79   | ITA  | Roberto Marson   | ISR  | Even-Sahav     | ISR  | Weiss          |
| special class | 33.28   | USA  | Ed Owen          | USA  | Demorest       | ARG  | Gonzalez       |

### Speerwerpen
| Klasse        | Afstand | land | Goud              | land | Zilver             | land | Brons      |
| ------------- | ------- | ---- | ----------------- | ---- | ------------------ | ---- | ---------- |
| A             | 19.31   | RSA  | Daniel Erasmus    | AUS  | Vic Renalson       | AUT  | Goll       |
| B             | 23.10   | USA  | David Williamson  | CAN  | Eugene Reimer      | RSA  | J. Meyer   |
| C             | 22.49   | FRG  | Johann Schuhbauer | ITA  | Germano Pecchenino | USA  | Reno Levis |
| D             | 24.97   | ITA  | Roberto Marson    | GBR  | R. Scott           | ISR  | Weiss      |
| special class | 29.90   | ARG  | Gonzalez          | USA  | Cameron            | USA  | Ed Owen    |

### Vijfkamp
| Klasse        | Punten | land | Goud              | land | Zilver      | land | Brons                |
| ------------- | ------ | ---- | ----------------- | ---- | ----------- | ---- | -------------------- |
| Compleet      | 3506   | FRG  | Johann Schuhbauer | FRG  | Heinz Simon | RHO  | Leslie Manson-Bishop |
| Incompleet    | 2956   | USA  | H. Smith          | GBR  | Clark       | GBR  | Taylor               |
| Special Class | 4166   | USA  | Ed Owen           | USA  | Branum      | ARG  | J. Diz               |

### Precisie Speerwerpen
| Klasse | Punten | land | Goud   | land | Zilver | land | Brons   |
| ------ | ------ | ---- | ------ | ---- | ------ | ---- | ------- |
|        | 74     | JAM  | Excell | JPN  | Suzuki | ITA  | Maurizi |

### Kogelstoten
| Klasse        | Afstand | land | Goud           | land | Zilver            | land | Brons          |
| ------------- | ------- | ---- | -------------- | ---- | ----------------- | ---- | -------------- |
| A             | 8.40    | RSA  | Daniel Erasmus | AUT  | Goll              | AUS  | Vic Renalson   |
| B             | 7.44    | RSA  | J. Meyer       | AUS  | Gary Hooper       | RSA  | Germishuizen   |
| C             | 8.00    | ITA  | Benincasa      | FRG  | Johann Schuhbauer | USA  | Chrysler       |
| D             | 10.36   | FRG  | Horst Gotthelf | ISR  | Weiss             | ITA  | Roberto Marson |
| special class | 10.05   | USA  | Ed Owen        | ARG  | Gonzalez          | ARG  | J. Diz         |

### Slalom
| Klasse         | tijd   | land | Goud            | land | Zilver            | land | Brons    |
| -------------- | ------ | ---- | --------------- | ---- | ----------------- | ---- | -------- |
| A              | 1:07.2 | AUS  | Bruno Moretti   | AUS  | Bill Mather-Brown | JPN  | Sakonju  |
| B              | 1:04.9 | AUS  | Robert McIntyre | AUS  | John Martin       | JPN  | Suga     |
| C              | 1:01.5 | JPN  | Furukawa        | JPN  | Erkawa            | JPN  | Tsuchiya |
| cervical class | 1:29.2 | AUS  | Allan McLucas   | USA  | Gianino           | USA  | Dunn     |

## Vrouwen

### Estafette
| \| Rank \| Land \| Tijd \| \| ---- \| ---------------- \| ---- \| \| 1 \| Israël \| 50.5 \| \| 2 \| Verenigde Staten \| 50.8 \| \| 3 \| Argentinië \| 51.7 \| |                  |      |
| Rank | Land             | Tijd |
| 1 | Israël           | 50.5 |
| 2 | Verenigde Staten | 50.8 |
| 3 | Argentinië       | 51.7 |

### Wheelen

#### 60 m
| Klasse | tijd | land | Goud         | land | Zilver     | land | Brons         |
| ------ | ---- | ---- | ------------ | ---- | ---------- | ---- | ------------- |
| A      | 18.2 | USA  | C. Geisse    | USA  | Kirn       | USA  | Cornett       |
| B      | 17.2 | GBR  | V. Forder    | ISR  | Even-Sahav | ISR  | Ora Goldstein |
| C      | 15.9 | GBR  | Carol Bryant | USA  | Keyser     | AUS  | Daphne Hilton |

#### 60 m (2)
| Klasse | tijd | land | Goud    | land | Zilver         | land | Brons         |
| ------ | ---- | ---- | ------- | ---- | -------------- | ---- | ------------- |
| A      | 19.8 | FRA  | Thibaut | ARG  | Galindez       | AUS  | Lorraine Dodd |
| B      | 16.5 | CAN  | Binns   | GBR  | J. Swann       | ISR  | Shviki        |
| C      | 16.3 | ISR  | Mishani | AUT  | K. Sammerhofer | ISR  | Siri          |

### Kegelwerpen
| Klasse        | Afstand | land | Goud                   | land | Zilver      | land | Brons            |
| ------------- | ------- | ---- | ---------------------- | ---- | ----------- | ---- | ---------------- |
| A             | 21.91   | ARG  | Galindez               | GBR  | Marr        | USA  | Kirn             |
| B             | 24.74   | RSA  | Hattingh               | ARG  | Tortul      | ITA  | Gabriella Monaco |
| C             | 29.30   | ARG  | S. Olarte              | RSA  | Le Roux     | CAN  | Seeley           |
| D             | 27.44   | ISR  | Zipora Rubin-Rosenbaum | ISR  | Mishani     | ISR  | Sharabi          |
| special class | 30.89   | ISR  | Halfon                 | ARG  | S. Cochetti | ISR  | Siri             |

### Discuswerpen
| Klasse        | Afstand | land | Goud         | land | Zilver                 | land | Brons         |
| ------------- | ------- | ---- | ------------ | ---- | ---------------------- | ---- | ------------- |
| A             | 12.65   | ARG  | Galindez     | GBR  | Marr                   | USA  | Kirn          |
| B             | 15.48   | RSA  | Hattingh     | ARG  | Tortul                 | ITA  | Bindley       |
| C             | 17.01   | ARG  | S. Olarte    | RSA  | Le Roux                | NZL  | Eve M. Rimmer |
| D             | 16.24   | ITA  | Irene Monaco | ISR  | Zipora Rubin-Rosenbaum | ISR  | Biton         |
| special class | 17.39   | ARG  | S. Cochetti  | ISR  | Halfon                 | ISR  | Siri          |

### Speerwerpen
| Klasse        | Afstand | land | Goud                   | land | Zilver         | land | Brons          |
| ------------- | ------- | ---- | ---------------------- | ---- | -------------- | ---- | -------------- |
| A             | 12.94   | USA  | Kirn                   | AUT  | Ingrid Voboril | ARG  | Galindez       |
| B             | 12.31   | USA  | Rosalie Hixson         | RSA  | Hattingh       | ARG  | Tortul         |
| C             | 12.56   | NZL  | Eve M. Rimmer          | RHO  | Gesina Smit    | CAN  | Seeley         |
| D             | 16.80   | ISR  | Zipora Rubin-Rosenbaum | ISR  | Mishani        | AUT  | K. Sammerhofer |
| special class | 15.35   | ISR  | Halfon                 | ISR  | Siri           | ARG  | S. Cochetti    |

### Vijfkamp
| Klasse        | Punten | land | Goud                   | land | Zilver       | land | Brons         |
| ------------- | ------ | ---- | ---------------------- | ---- | ------------ | ---- | ------------- |
| Compleet      | 2489   | GBR  | V. Forder              | ITA  | Elena Monaco | USA  | Cornett       |
| Incompleet    | 2967   | GBR  | M. Gibbs               | FRG  | Marga Floer  | GBR  | Carol Bryant  |
| Special Class | 3435   | ISR  | Zipora Rubin-Rosenbaum | ARG  | S. Cochetti  | AUS  | Daphne Hilton |

### Precisie Speerwerpen
| Klasse | Punten | land | Goud     | land | Zilver        | land | Brons |
| ------ | ------ | ---- | -------- | ---- | ------------- | ---- | ----- |
|        | 76     | JAM  | Baracatt | AUT  | Hermina Kraft | AUS  | Smith |

### Kogelstoten
| Klasse        | Afstand | land | Goud                   | land | Zilver        | land | Brons          |
| ------------- | ------- | ---- | ---------------------- | ---- | ------------- | ---- | -------------- |
| A             | 4.58    | USA  | Kirn                   | ARG  | Galindez      | AUT  | Ingrid Voboril |
| B             | 4.98    | RSA  | Jacqueline Thompson    | RSA  | Hattingh      | USA  | Rosalie Hixson |
| C             | 6.06    | ARG  | S. Olarte              | NZL  | Eve M. Rimmer | ISR  | Ora Goldstein  |
| D             | 6.97    | ISR  | Zipora Rubin-Rosenbaum | ISR  | Mishani       | RHO  | Avril Davis    |
| special class | 7.15    | ARG  | S. Cochetti            | ISR  | Halfon        | ISR  | Siri           |

### Slalom
| Klasse         | tijd   | land | Goud         | land | Zilver        | land | Brons              |
| -------------- | ------ | ---- | ------------ | ---- | ------------- | ---- | ------------------ |
| A              | 1:30.4 | USA  | C. Giesse    | AUS  | Lorraine Dodd | USA  | Cornett            |
| B              | 1:17.2 | ISR  | Shviki       | CAN  | Binns         | ISR  | Even-Sahav         |
| C              | 1:10.2 | GBR  | Carol Bryant | JPN  | Apai          | AUS  | Marion O'Brien     |
| cervical class | 1:47.5 | ARG  | Masciotra    | USA  | Gurman        | IRL  | Rosaleen Gallagher |

Atletiek · Basketbal · Boogschieten · Dartchery · Gewichtheffen · Koersbal · Schermen · Snooker · Tafeltennis · Zwemmen
Rome 1960 ·
Tokio 1964 ·
Tel Aviv 1968 ·
Heidelberg 1972 ·
Toronto 1976 ·
Arnhem 1980 ·
New York & Stoke Mandeville 1984 ·
Seoel 1988 ·
Barcelona 1992 ·
Atlanta 1996 ·
Sydney 2000 ·
Athene 2004 ·
Peking 2008 ·
Londen 2012 ·
Rio de Janeiro 2016 ·
Tokio 2020 ·
Parijs 2024 ·
Los Angeles 2028